# Lucius Aemilius Paullus (consul)
Lucius Aemilius Paullus (†Cannae, Kr. e. 216. augusztus 2.) római politikus és hadvezér volt, consul i. e. 219-ben, majd 216-ban, a cannaei csata vesztese és áldozata. A legidősebb az azonos néven ismert római politikusok közül.
Első ízben Marcus Livius Salinatorral együtt volt consul. Ugyanebben az évben a második római–illír háborúban legyőzte Pharoszi Démétrioszt, aki V. Philipposz makedón király udvarába menekült. Rómába visszatérve Paullust sikeréért diadalmenettel jutalmazták. Ezután azonban hadvezértársával együtt megvádolták, hogy tisztességtelenül osztották el a zsákmányt, de felmentették a vádak alól.
A második pun háború idején másodjára is consullá választották, ezúttal Gaius Terentius Varróval együtt. A két consul együttesen vezette a római sereget Hannibál ellen a Cannaei csatában. A csatát annak példájaként szokták emlegetni, hová vezet, ha a hadvezérek nem tudnak együttműködni. Varro Paullus tanácsa ellenére vezette ütközetbe embereit, a csata pedig óriási vereséghez vezetett. Paullus holtan maradt a csatatéren (Varro megmenekült).
Lucius Aemilius Paullus a püdnai csatában győztes Lucius Aemilius Paullus Macedonicus apja volt, illetve az ő lánya volt Aemilia Taria is, a Hannibált végül legyőző Scipio Africanus felesége.